# Occidozyga semipalmata
Espèce
Synonymes
- Ooeidozyga semipalmata Smith, 1927
- Phrynoglossus semipalmatus (Smith, 1927)
- Occidozyga semipalmatus (Smith, 1927)

Statut de conservation UICN

 LC  : Préoccupation mineure
Occidozyga semipalmata est une espèce d'amphibiens de la famille des Dicroglossidae.

## Répartition
Cette espèce est endémique de Sulawesi en Indonésie. Elle se rencontre dans le Nord et l'Ouest de l'île entre 200 et 1 200 m d'altitude.

## Publication originale
- Smith, 1927 : Contributions to the herpetology of the Indo Australian region. Proceedings of the Zoological Society of London, vol. 1927, p. 199-225.